# Parachiton politus
Parachiton politus är en blötdjursart som beskrevs av Saito 1996. Parachiton politus ingår i släktet Parachiton och familjen Leptochitonidae. Inga underarter finns listade i Catalogue of Life.